# Водопадная улица (Новокузнецк)
Водопа́дная у́лица — одна из основных улиц Кузнецкого района города Новокузнецка Кемеровской области. На пересечении с Крепостным проездом расположена Кузнецкая крепость, являющаяся местом основания Новокузнецка. По улице проходит автодорога соединяющая Кузнецкий и Заводской районы Новокузнецка.

## Транспорт
- О. п. «Топольники». В пяти минутах ходьбы остановка автобуса и трамвая — Советская площадь

## Известные здания
- Водопадная ул., д. 18 — православный Спасо-Преображенский собор[3]
- Водопадная ул., д. 19 — Дом купца Фонарёва (построен в XIX веке, первый этаж возведён из камня в 1853 году, второй деревянный этаж возведён в 1890-е годы)[3][4]